# 石見利勝
石見 利勝（いわみ としかつ、1941年（昭和16年）8月14日 - ）は、日本の政治家。兵庫県姫路市長（4期）。
父は元姫路市長の石見元秀。

## 来歴
6人きょうだいの第4子として兵庫県飾磨郡余部村（現・姫路市）に生まれる。余部村立余部小学校、姫路市立白鳥中学校、兵庫県立姫路西高等学校を経て、京都大学理学部宇宙物理学科、東洋大学工学部建築学科卒業。東京工業大学大学院に進学し、石原舜介研究室で都市計画を専攻。1973年、東京工業大学大学院理工学研究科博士課程を修了し、工学博士号を取得した。1974年より東京工業大学助手。1979年、建設省建築研究所主任研究員に着任し、1983年には同研究所第六研究部都市防災研究室長に就任した。1987年、筑波大学助教授に着任。1994年より立命館大学政策科学部教授、1998年には政策科学部長、政策科学研究科長に就任した。
2003年、姫路市長選挙に無所属で立候補。現職の堀川和洋を破り、初当選を果たした。2007年の姫路市長選では、石見の他に立候補者がいなかったため、無投票再選。2011年の姫路市長選挙では、新人3候補を大差で破り、3選を果たした。同年6月7日、世界文化遺産地域連携会議副会長に就任。2015年の姫路市長選挙では、元県議の新人との一騎討ちを制し、4選を果たした。
2018年9月3日の姫路市議会において、2019年春に行われる予定の姫路市長選挙に立候補しないことを表明した。市長選では、医師で元東北大学教授の清元秀泰を後継指名した。
2020年4月1日、姫路市名誉市民の称号を贈られた。2022年、旭日中綬章受章。

## 研究者として
東京工業大学大学院で、東京・荻窪南口の再開発基本構想や北海道苫小牧市の駅前再開発構想、埼玉県川口市商業近代化計画、名古屋市大曽根地区工場跡地利用計画、岡山市都心商業地活性化構想、北九州市小倉駅北口再開発構想など、いくつかのまちづくり計画に携わり、工学博士の学位取得後、建設省建築研究所（現：独立行政法人建築研究所）へ転任した。
その後、独立行政法人国際協力機構 (JICA) の要請を受けてアジア工科大学院 (AIT) に赴任した。AITでは、計画数理、主として統計学、多変量解析、調査＆調査データ処理を担当する傍ら、住宅地計画やスラムの環境改善計画、生活改善・社会開発計画など、東アジアを中心に多くの国々を訪れ、色々な計画立案の実習を指導した。帰国後、筑波大学や立命館大学で教鞭をとる傍ら、駅周辺地区開発構想など積極的に手掛けた。

## 姫路市長として
姫路市長就任後、長年の懸案であったJR姫路駅の高架化事業の実現に尽力。また国宝姫路城の保存事業「平成の修理」に取り組んだ。父・石見元秀が市長在任の時には「昭和の大修理」が行われたため親子揃って市長在任中に姫路城の修理が行われたことになった。
姫路市の政令指定都市への移行を主張していた。当初は姫路市周辺の市町村の合併による政令指定都市への移行を目指していたが、合併協議が事実上頓挫したため、法で定められた「人口50万人以上」の直接適用による移行を目指したが、これは叶わなかった。
3期目途中の2013年に地方中枢拠点都市圏を提唱、これは2015年に連携中枢都市圏として法律上の裏付けのある制度となり、この構想に基づき、姫路市は周辺7市8町と播磨圏域連携中枢都市圏連携協約を締結した。合併交渉よりも緩やかな周辺市町との連携に舵を切り、合併による政令市移行から事実上転換することとなった。

## 人物
- 父・石見元秀について「市長として働いてみて、つくづく石見元秀への尊敬を深めています。現在の姫路市のハード・ソフトにわたる基盤のほとんどが戦後復興の数々の大事業、数々の企画によって創り出され、今に引き継がれています。戦後復興の最も重要な時期に、石見元秀という稀有の市長を得たことは幸運であったと、一市民として感謝しています。」[12]としてたたえる一方、「家族としては、かさ高くて付き合いにくく、周りに畏敬を強いる存在で、長い間、なかなか好きになれませんでした。」「私の親爺も家族に礼を言ったり、ましてや謝ったりすることはありませんでした。特に私の母に対しては、いつもえらそうな口をきいていました。私は子どもながらに、「よくもあんなえらそうなことが言えるよ。お母ちゃんのおかげで毎日やっていけてるくせに」と不満をもっていました。」[13]として、愛憎半ばする心境を吐露している。
- インドネシア語、英語は通訳なしで意思疎通を図ることができ、キャロライン・ケネディ駐日米国大使が姫路城を訪れた際、自身で城内を案内している[14]。
- 1994年に筑波大学から立命館大学へ転任した際に、文学部に「おしん」で有名な小林綾子が在籍していた。2003年、姫路市文化センターで「アースウェーブ：みんなで考えよう―今自分は、今姫路は」という集会で小林綾子に会った際に、彼女が在学時教鞭を執っていた石見を覚えていたことに感激している[15]。
- 健康法はできるだけ歩くこととして、建物でも4階くらいは階段を使う。休日も仲間と増位山の随願寺に登ったり、散歩代わりにゴルフをしたりすることで健康管理心がけている[16]。
- 2009年、ゴルフ場への送迎等、公務に関係のない私用に計26回、公用車を使用していたとして、情報公開請求により公用車の使用記録を入手した姫路市民が「市民の理解が得られない」とガソリン代や公用車の運転手の時間外手当などの公金返還を求め、住民監査請求を行った[17]。石見市長は「公用車は適正に使用している」と主張した。

## 著書
- 『住生活と地域社会』共著 ドメス出版 1976
- 『建築学便覧1（計画）』日本建築学会共著 丸善 1980
- 『居住環境管理と財政運営』梶秀樹共著 技報堂出版 1985
- 『都市と建築の近未来』樫野紀元共著 技報堂出版 1988
- 『地域イメージとまちづくり』田中美子共著 技報堂出版 1992
- 『震災復興の政策科学』立命館大学震災復興研究プロジェクト共著 有斐閣 1998
- 『姫路まちづくり戦略』石見利勝 新生姫路市民の会 2004
- 『姫路 ここがふるさと』石見利勝 新生姫路市民の会 2010
- 『夢ある姫路』石見利勝 新生姫路市民の会 2015